# Ruta Provincial 27 (Misiones)
La Ruta Provincial 27 es una carretera argentina con jurisdicción en la Provincia de Misiones. Recorre 43 kilómetros dentro del Departamento San Pedro. Tiene su inicio en la intersección con la Ruta Nacional 14 en cercanías con la localidad de San Pedro y culmina en el Puente Internacional Comandante Rosales, que conecta a la Argentina con Brasil y desde donde se puede continuar por medio de la carretera BR-282.

## Recorrido

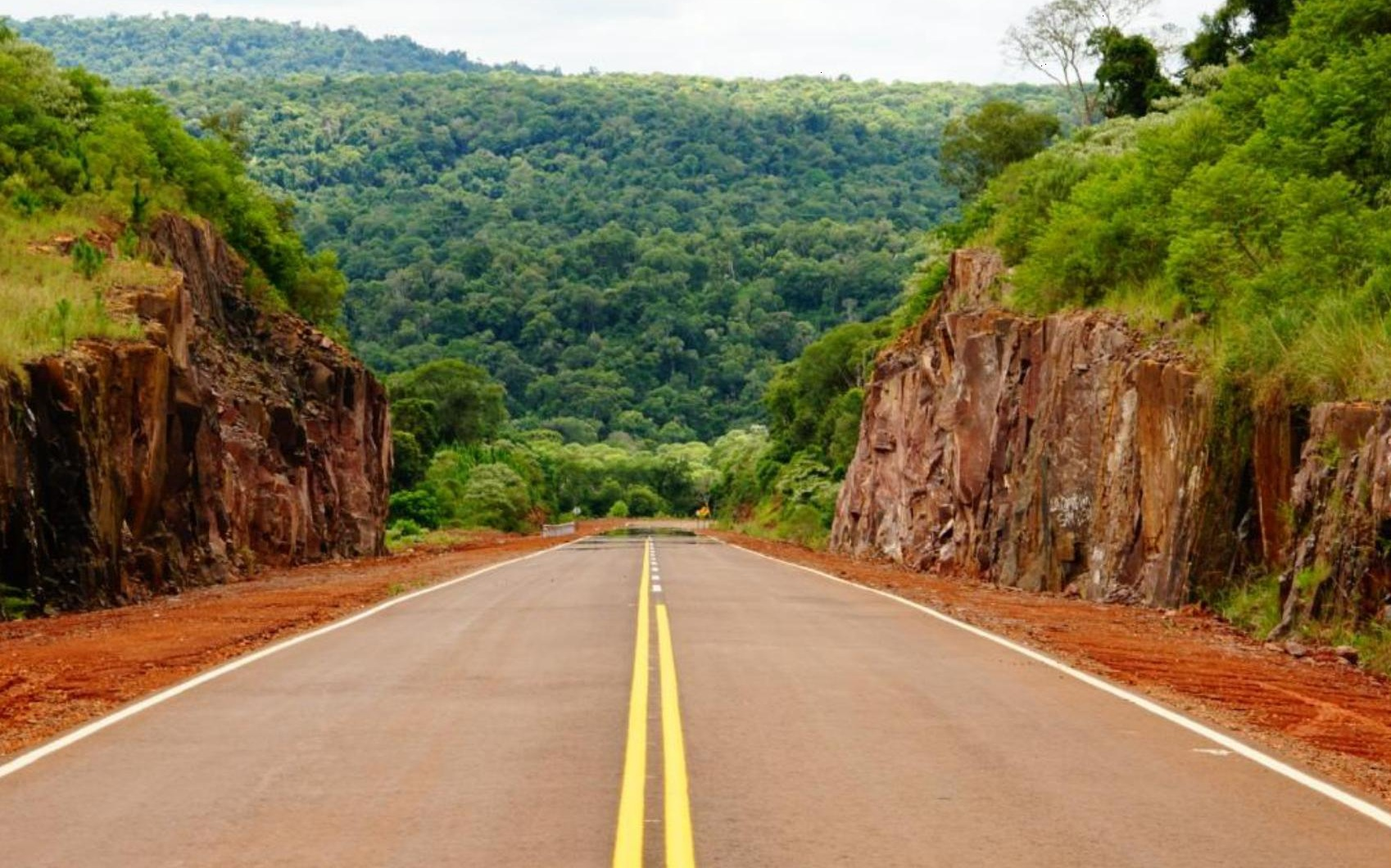
La Ruta Provincial 27.

La ruta tiene sentido general oeste-este y está totalmente asfaltada. Tiene su inicio en la intersección con la Ruta Nacional 14 en cercanías de la localidad de San Pedro y recorre en dirección este 43 kilómetros pasando por los parajes Palmera Boca, Siete Estrellas y Rosales, culminando en el Puente Internacional Comandante Rosales, que une a la Argentina con las localidades brasileñas de Paraíso y São Miguel do Oeste, fue inaugurada en 2015. En su recorrido, la ruta además atraviesa la Reserva de Biosfera Yabotí y para disminuir el impacto ambiental fueron instalados tres pasafaunas y dos pasaprimates.

## Localidades
La ruta recorre el municipio de San Pedro, pero no atraviesa ningún centro urbano de importancia.

## Paso fronterizo
La ruta sirve de paso fronterizo entre Argentina y Brasil, pero de momento sólo se permite el tránsito vecinal (hasta 50 kilómetros). Del lado argentino existe una delegación de Migraciones y un puesto de Gendarmería Nacional, pero del lado brasileño todavía no existe un puesto de la Policía Federal Brasileña, por lo que los viajeros tienen permitida la entrada solamente hasta la localidad de São Miguel do Oeste.